# Aleksandr Lodîghin
Aleksandr Nikolaevici Lodîghin (în limba rusă Александр Николаевич Лодыгин; n. 18 octombrie 1847, Sten'shino⁠(d), Lipetsk Uyezd⁠(d), Gubernia Tambov, Imperiul Rus – d. 16 martie 1923, New York City, New York, SUA) a fost un inginer electrotehnician și inventator rus, unul dintre inventatorii becului electric cu incadescență.
Aleksandr Nikolavici Lodîghin s-a născut în satul Stenșino', gubernia Tambov, Rusia. Părinții lui erau membrii unei foarte vechi familii aristocratice (descendenți ai lui of Andrei Kobîla, la fel ca și Romanovii), dar având posibilități materiale modeste. A studiat la Școala de Cadeți din Tambov (1859-1865). A fost încadrat în Regimentul al 71-lea Belev, iar între 1866 și 1868, a studiat la Școala de Infanterie din Moscova. La scurtă vreme după ce a absolvit școala militară, a trecut în rezervă și a lucrat la fabrica de armament din Tula.
În 1872 a decis să plece la Sankt Peterburg să asiste la cursurile Institutului Tehnologic de Stat și să înceapă să lucreze la elicopterul electric (electrolet). Pentru dotarea acestui elicopter era nevoie de o sursă de lumină artificială și inventatorul s-a gândit la o sursă de natură electrică.

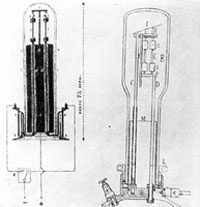
Lampa lui Lodîghin

Pe 11 iulie 1874, lui Lodîghin i s-a acordat brevetul de invenție nr. 1619, (pentru care făcuse cerere încă din 1872), pentru lampa electrică cu filament. El și-a patentat invenția și în Austria, Anglia, Franța și Belgia. Pentru filament, Lodîghin a folosit un fir de carbon foarte fin, plasat într-un glob din sticlă. În 1873 el a făcut demonstrații publice cu prototipurile lui de becuri cu filament în aula Institutului Tehnologic de Stat din Sankt Peterburg. Între 1873–1874 el a condus experimente cu corpuri de iluminat pe nave, pe străzile orașelor, șamd. În 1874, Academia Rusă de Științe l-a răsplătit cu Premiul Lomonosov pentru inventarea becului cu filament. În același an, Lodîghin a fondat “Compania de Iluminat Electric, A.N. Lodîghin & Co”. În 1899, Institutul de inginerie electrotehnică din Sankt Peterburg i-a acordat titlul onorific de inginer electrotehnician.
Începând cu anul 1875, el a devenit foarte interesat de ideile socialiste al narodnicilor. În deceniul al IX-lea al secolului al XIX-lea, după ce narodnicii l-au asasinat pe țarul Alexandru al II-lea, Lodîghin a fost nevoit să suporte represaliile Ohranei țariste. De aceea, în 1884, el a emigrat în Franța și mai apoi în SUA. În 1895 s-a căsătorit cu reportera germană Alma Schmidt, fiica unui inginer electrotehnist.
În anii de la sfârșitul secolului al XIX-lea, Lodîghin a inventat becuri cu filamentul din wolfram. El și-a patentat invenția și a vândut-o companiei General Electric în 1906, compania americană începând producția de serie a acestui tip de bec.
În 1907, Lodîghin s-a reîntors în Rusia. A continuat să lucreze la diferite invenții, printre care noi tipuri de motoare electrice, dispozitive pentru sudura electrică, aliaje de wolfram, cuptoare electrice și furnale pentru topitorii de metale. A predat la Institutul de inginerie electrotehnică din Sankt Peterburg și a lucrat pentru căile ferate ale capitalei rusești. În 1914, a fost trimis de Ministerul Agriculturii să conducă planurile de electrificare ale guberniilor Oloneț și Nijni Novgorod.
După Revoluția rusă din 1917, Lodîghin s-a reîntors în SUA. A refuzat propunerea sovietică de a lucra pentru Planul de stat pentru electrificarea Rusiei (1918). A murit în Brooklyn în 1923.
El a avut idei ce devansau gândirea epocii sale. Lodîghin a inventat becul electric cu incandescență înaintea lui Thomas Alva Edison, dar produsul său nu a fost competitiv din punct de vedere economic. Tipul de bec inventat de Lodîghin este singurul folosit în zilele noastre, dar în 1906 era prea scump.
Echipamentul de scufundare inventat de el este foarte similar cu tipul folosit azi. Până și ideile lui pentru construirea unui elicopter electric au fost folosite mai târziu de Igor Sikorsky.